# Municipio de Cerralvo
El municipio de Cerralvo es uno de los 51 municipios en que se encuentra dividido el estado mexicano de Nuevo León. Su cabecera, considerada la población más antigua del estado, es Ciudad Cerralvo.

## Geografía
El territorio del municipio de Cerralvo tiene una extensión total de 1 009.392 kilómetros cuadrados, equivalente al 1.57% de la superficie de Nuevo León y se encuentra localizado al centro-oriente del territorio estatal. Sus coordenadas geográficas extremas son 25° 52' - 26° 15' de latitud norte y 99° 58' - 99° 28' de longitud oeste, fluctuando su altitud entre un máximo de 1 900 y un mínimo de 500 metros sobre el nivel del mar.
Sus límites corresponden al norte con el municipio de Agualeguas, al noreste con el municipio de General Treviño, al este con el municipio de Melchor Ocampo y al sureste con el municipio de Los Herreras; al sur limita con el municipio de Los Ramones, el municipio de Doctor González y el municipio de Marín; finalmente al oeste con el municipio de Higueras y al noroeste con el municipio de Salinas Victoria.

### Orografía e hidrografía
La Sierra de Picachos atraviesa el municipio en dirección noroeste y suroeste formando los potreros de Mojarras, El Naranjo, Urías, Los Reyes y Santa Isabel del Gallo donde se encuentran fundos mineros con explotación. En el municipio encontramos 50% zonas accidentadas, el 20% zonas semi-planas, 30% zonas planas.
Cerralvo es un municipio de arroyos y manantiales, si bien en él no nace ni confluye ningún río. El río Sosa que en época de lluvia corre de tres a cuatro meses se encuentra en el sur del municipio. También se encuentran los ríos Mojarras, Sardinas y El Nogalito.

### Clima
Caliente y seco (extremoso), la temperatura media anual es de 28 °C; los meses de mayor precipitación pluvial son septiembre y octubre, la precipitación media anual es de 582 milímetros al año. Los meses más calurosos se presentan en julio y agosto; la dirección de los vientos, en general es de norte a noreste.

## Demografía
De acuerdo a los resultados del Censo de Población y Vivienda realizado en 2010 por el Instituto Nacional de Estadística y Geografía, la población total del municipio de Cerralvo asciende a 7 855 personas.

### Localidades
En el municipio se encuentran un total de 218 localidades, las principales y su población en 2010 son las siguientes:
| Localidad          | Población |
| Total Municipio    | 7 855     |
| Ciudad Cerralvo    | 7 169     |
| Juárez             | 148       |
| Botellos de Arriba | 72        |
| Uña de Gato        | 52        |

## Política

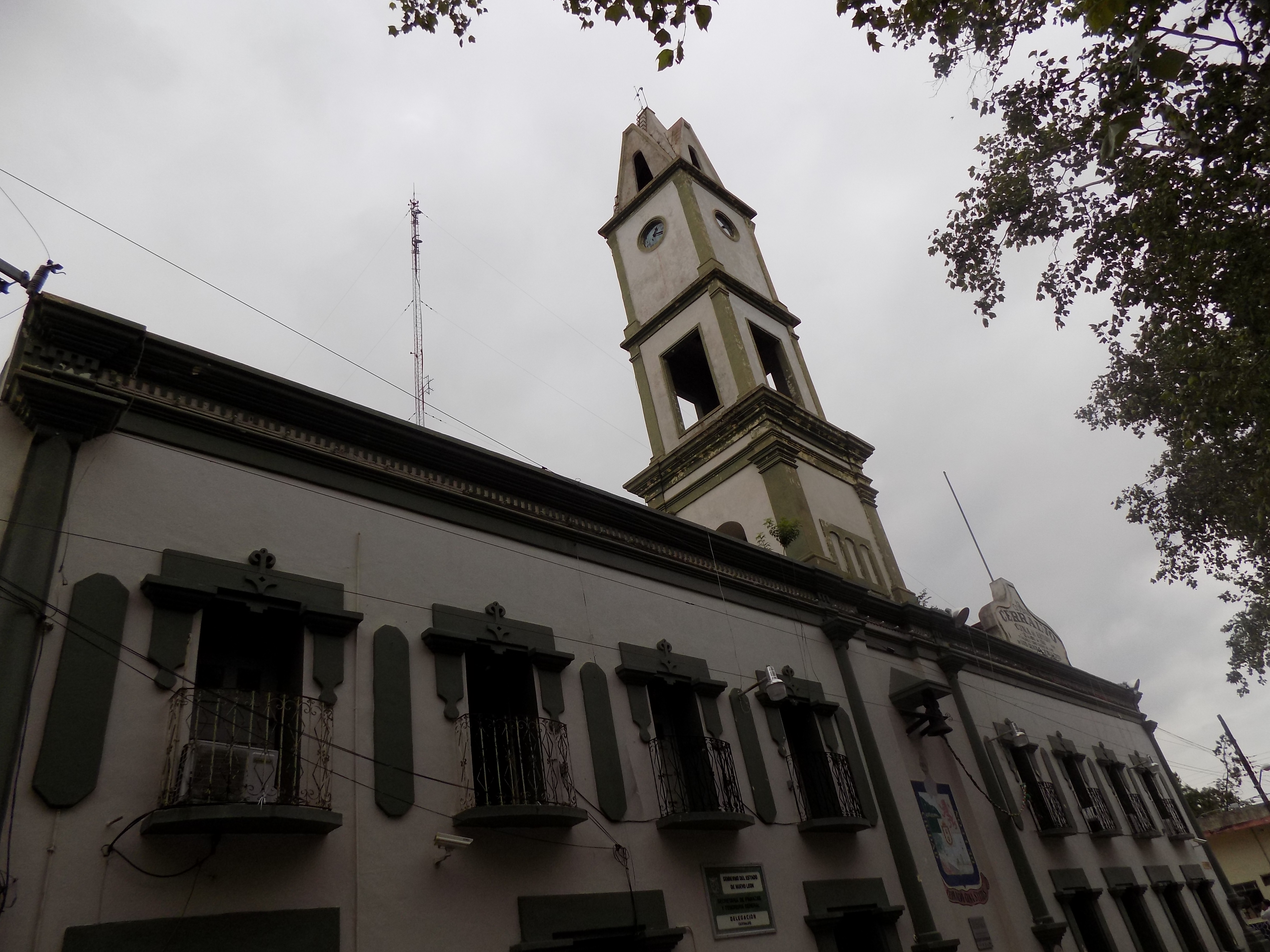
Palacio del Ayuntamiento

El gobierno del municipio de cerralvo se encuentra a cargo de su ayuntamiento. Este se encuentra integrado por el presidente Municipal, un síndico y el cabildo conformado por un total de seis regidores, siendo electos cuatro por el principio de mayoría relativa y dos por el principio de representación proporcional. Todos los integrantes del ayuntamiento son electos mediante voto universal, directo y secreto por un periodo de tres años renovable para otro término inmediato. Entran a ejercer su cargo el día 31 de octubre del año de su elección.

### Representación legislativa
Para la elección de diputados locales al Congreso de Nuevo León y de diputados federales a la Cámara de Diputados federal, el municipio de Cerralvo se encuentra integrado en los siguientes distritos electorales:
Local:
- Distrito electoral local de 24 de Nuevo León con cabecera en Linares.[4]

Federal:
- Distrito electoral federal 9 de Nuevo León con cabecera en Linares.[5]